# Bãi Fancy Wreck
Bãi Fancy Wreck (tiếng Anh: Fancy Wreck Shoal; tiếng Trung: 泛爱暗沙, bính âm: Fan’ai Ansha;Tagalog: Dulong Shoal) là một bãi ngầm ở quần đảo Trường Sa, nằm về phía đông nam của cụm Sinh Tồn, có tọa độ địa lý là 9°43′0″B 114°40′0″Đ / 9,71667°B 114,66667°Đ.
Bãi ngầm Fancy Wreck đang bị tranh chấp bởi Việt Nam, Trung Quốc, Đài Loan và Philippines. Hiện chưa chưa rõ nước nào kiểm soát bãi ngầm này.